# Sainte-Anne-sur-Brivet

Sainte-Anne-sur-Brivet este o comună în departamentul Loire-Atlantique, Franța. În 2009 avea o populație de 2,525 de locuitori.